# 傅禎彝
傅禎彝（1921年12月25日—2009年2月20日），山西太原人，中華民國空軍第一批儲訓女飛行員，國立清華大學教官退休後，長年在新竹市與丈夫擔任志工。

## 生平
傅禎彝為1921年12月25日生，生於山西，太原人，家中四姊妹排行第一，父親是保定陸軍軍官學校一期騎兵軍官。
對日抗戰時期，傅禎彝在中學畢業後，本來響應「航空救國」加入航空委員會作飛行員，但當時只限男性可報考，她轉而參加設在四川由航空總隊成立的滑翔機飛行員訓練班。在滑翔班訓練期間，有兩名女滑翔員失事喪命。滑翔班結訓後，1942年，她雖然成為國軍第一批儲訓女飛行員，但滑翔班招生兩期後就因國軍政策改變，沒有機會進一步進入航空學校受訓。1943年，與同在四川中國華僑飛行滑翔總會工作、擔任行政文職的高煜結婚。高煜為高梓、高棪的姪子。日後高煜與傅禎彝育有兒子高捷、女兒高小曼。
夫妻在1949年隨政府來臺灣時，傅禎彝先在空軍總部，兩年後調任新竹空軍第二聯隊，以少校軍階擔任滑翔訓練飛官。1955年，傅禎彝成為空軍刊物《天視》封面人物。1956年，已生兩子的傅禎彝以空軍四五九六部隊身分報考有兩百五十三名考生的國軍政治大考會試。該年9月20日放榜時，五十人錄取國軍政士中，僅有傅禎彝、田淑貞為女性。傅禎彝擔任起新竹空軍基地醫務中隊政戰室的首任政戰主管。1957年成為軍中刊物《革命軍》封面人物。
1963年，傅禎彝考取學校教官，分別擔任新竹曙光女中與新竹清華大學教官。傅禎彝擔任清華大學女生宿舍靜齋的監護人、有時也會招待外賓。1972年，傅禎彝以中校軍階退伍，並考上文職人員儲備特考，專任清華大學生活輔導老師。原本傅禎彝退役時，校方（當年校長是徐賢修）要另請新教官接任，結果靜齋女學生發動請求而留。
1990年從清華大學退休後，傅禎彝跟隨丈夫加入新竹的生命線、省立新竹醫院作志工、1993年又加入新竹市文化中心，可說平均一周有四至五天投入社會服務工作。因長年擔任義工年、參加新竹市大小活動，夫妻遂於1999年得到中華民國內政部頒贈義工象徵最高榮譽的金駝獎。
傅禎彝晚年時受洗腎之苦。2009年2月20日病逝。3月7日於西門街耶穌聖心堂殯葬彌撒，葬於新竹市軍人公墓。

## 身後
2009年12月25日傅禎彝冥誕前，高煜已寫成《飛上天空：空軍中校滑翔員傅禎彝教官紀念集》一書，自費印製五百本送給新竹市各級學校。2010年1月22日至3月31日，新竹市文化局為其舉行人物資料展。2012年8月14日到9月30日，新竹市眷村博物館辦「遨翔天空—傅禎彝女士紀念」特展。
2014年3月5日，高煜因感冒引發肺衰竭去世。